# Thecla rustan
Thecla rustan är en fjärilsart som beskrevs av Stoll 1790. Thecla rustan ingår i släktet Thecla och familjen juvelvingar. Inga underarter finns listade i Catalogue of Life.